# Clepticus parrae
Clepticus parrae е вид лъчеперка от семейство Labridae.

## Разпространение
Видът е разпространен в Американски Вирджински острови, Ангуила, Антигуа и Барбуда, Барбадос, Бахамски острови, Белиз, Бермудски острови, Бонер, Британски Вирджински острови, Венецуела, Гваделупа, Гватемала, Гренада, Доминика, Доминиканска република, Кайманови острови, Колумбия, Коста Рика, Куба, Кюрасао, Мартиника, Мексико, Монсерат, Никарагуа, Панама, Пуерто Рико, Саба, САЩ, Свети Мартин, Сейнт Винсент и Гренадини, Сейнт Китс и Невис, Сейнт Лусия, Сен Естатиус, Синт Мартен, Тринидад и Тобаго, Търкс и Кайкос, Хаити, Хондурас и Ямайка.